# Touille
Touille – miejscowość i gmina we Francji, w regionie Oksytania, w departamencie Górna Garonna.
Według danych na rok 1990 gminę zamieszkiwały 204 osoby, a gęstość zaludnienia wynosiła 31 osób/km² (wśród 3020 gmin regionu Midi-Pireneje Touille plasuje się na 859. miejscu pod względem liczby ludności, natomiast pod względem powierzchni na miejscu 1360.).